# Amyclées

Carte (en espagnol) du Péloponnèse méridional ; Amyclées est la ville intitulée « Amiclas » située juste au sud de Sparte (Esparta).

Amyclées (en grec ancien Ἀμύκλαι / Amýklai) est une bourgade de Laconie, située sur l'Eurotas, au sud-est de Sparte. Elle aurait été fondée par Amyclas, l'un des fils de Lacédémon. Historiquement, elle aurait été le premier établissement des conquérants doriens envahissant le Péloponnèse, comme le rappellent Pindare et Platon.
La tradition en fait la demeure de Tyndare et de ses fils les Dioscures ; Pâris s'y rendit. C'était à l'origine une cité-État indépendante, mais fut conquise par Sparte au milieu du VIIIe siècle av. J.-C., peu avant le début de la Première Guerre de Messénie. 
Après sa conquête par Sparte, elle est le lieu des Hyacinthies, fêtes en l'honneur d'Apollon. Elle détient également le trône d'Apollon, qui pour cette raison porte l'épiclèse d'« Amycléen ». Œuvre du sculpteur Bathyclès de Magnésie, le trône remonte au milieu du VIe siècle av. J.-C. : il représente les travaux d'Héraclès, son apothéose et celle d'Hyacinthe — le trône était surmonté d'une statue colossale archaïque et était situé sur l'autel du dieu ; Hyacinthe est réputé être enterré sous le piédestal de l'autel. L'une des statues d'Apollon présente à Amyclées est décrite comme celle d'Apollon tétraôtos « à quatre oreilles », « à quatre oreilles et quatre bras » ou encore tetrákheir « à quatre mains ».
Amyclées est restée un centre religieux important jusqu'à l'époque romaine, comme en témoignent les découvertes de cadeaux votifs et de pièces de monnaie. À la fin de la période byzantine, les restes des monuments antiques furent enlevés et la colline fut transformée en cimetière.
Il existait une ville mythique du même nom, Amyclae (aujourd'hui peut-être Sperlonga, qui revendique être ce lieu), dans le sud du Latium, qui aurait été fondé par des colons d'Amyclées .